# Letná (Děčín)
Letná je VI. část statutárního města Děčína. Nachází se na západě Děčína. V roce 2009 zde bylo evidováno 1014 adres. V roce 2011 zde trvale žilo 8 054 obyvatel.
Letná leží v katastrálním území Podmokly o výměře 6,88 km2.
Čtvrť Letná zahrnuje někdejší vesnice Chrást (německy Kreglitz), kde se nachází thunská pohřební kaple svatého Jana Nepomuckého se souborem soch, a Jesenice (německy Herbstwiese). Na území Letné se nachází také například děčínský pivovar, od roku 2016 přestavěný na Obchodní centrum Pivovar. Poblíž sídlí ZŠ Na Stráni a střední průmyslová škola (obor strojní a elektrotechnika).

## Historie
První písemná zmínka o obci pochází z roku 1720.

## Obyvatelstvo
| | 1869 | 1880 | 1890 | 1900 | 1910 | 1921 | 1930 | 1950 | 1961  | 1970  | 1980  | 1991  | 2001  | 2011  |
| --- | ---- | ---- | ---- | ---- | ---- | ---- | ---- | ---- | ----- | ----- | ----- | ----- | ----- | ----- |
| Obyvatelé | 28   | 31   | 25   | 32   | 33   | 26   | 51   | 25   | 5 186 | 4 657 | 9 696 | 9 076 | 8 474 | 8 054 |
| Domy | 4    | 5    | 4    | 4    | 4    | 4    | 5    | 5    | .     | 513   | 659   | 843   | 898   | 1 000 |
| Tabulka zahrnuje údaje osad Kröglitz a Zelenice. Počet domů z roku 1961 je zahrnut v domech místní části Děčín. |      |      |      |      |      |      |      |      |       |       |       |       |       |       |

## Další fotografie

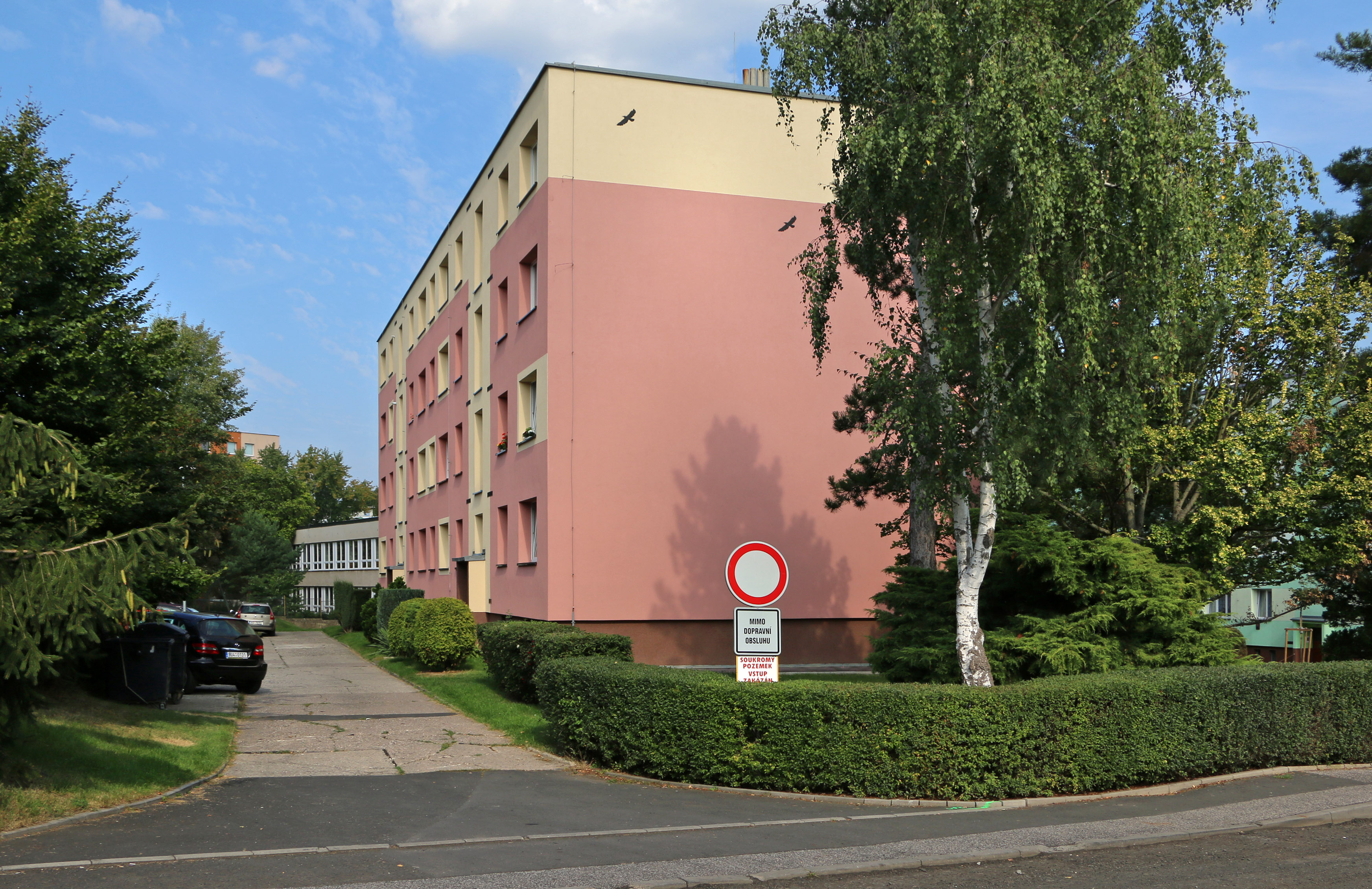
Sídliště v Krásnostudenecké ulici
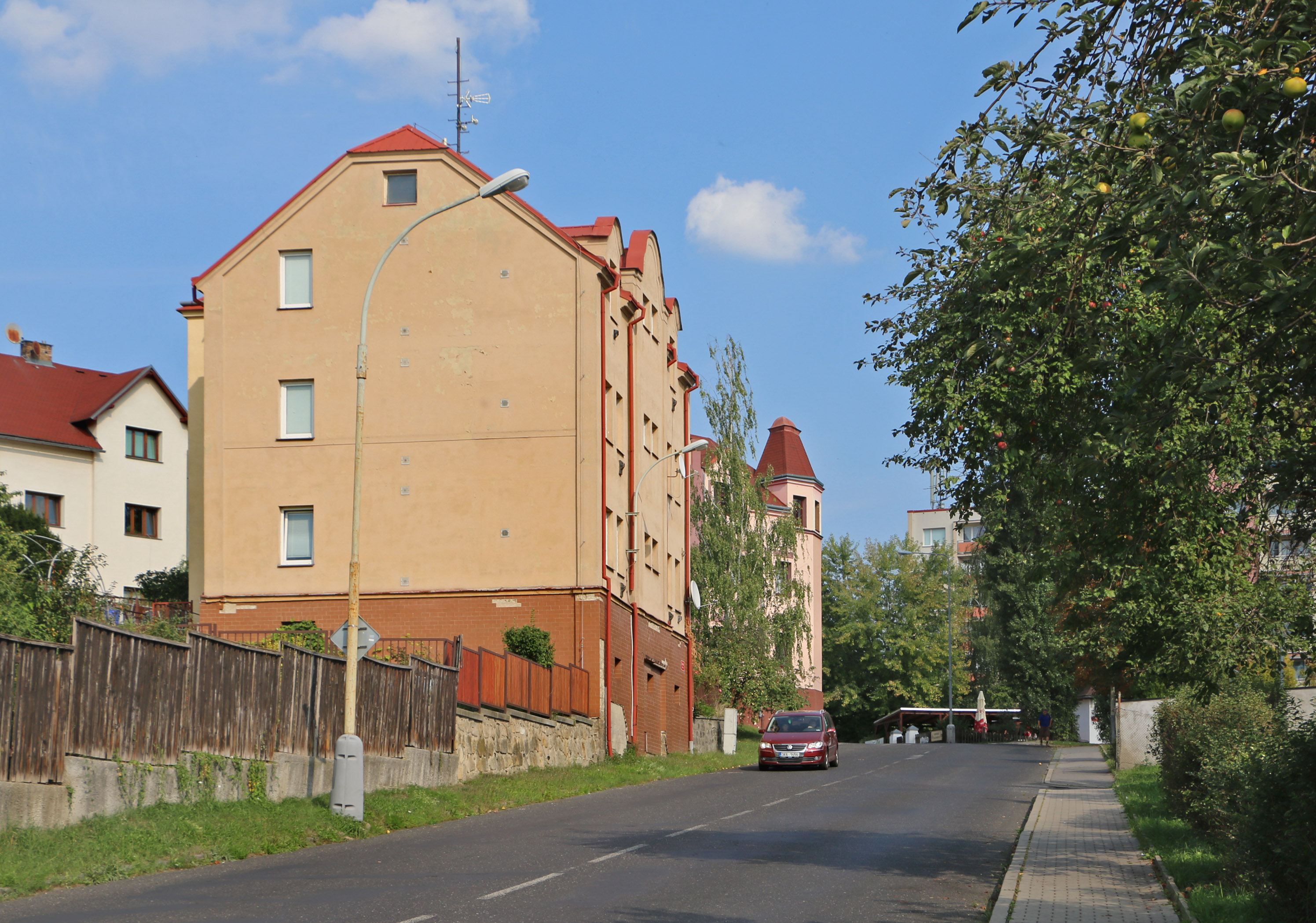
Želenická ulice
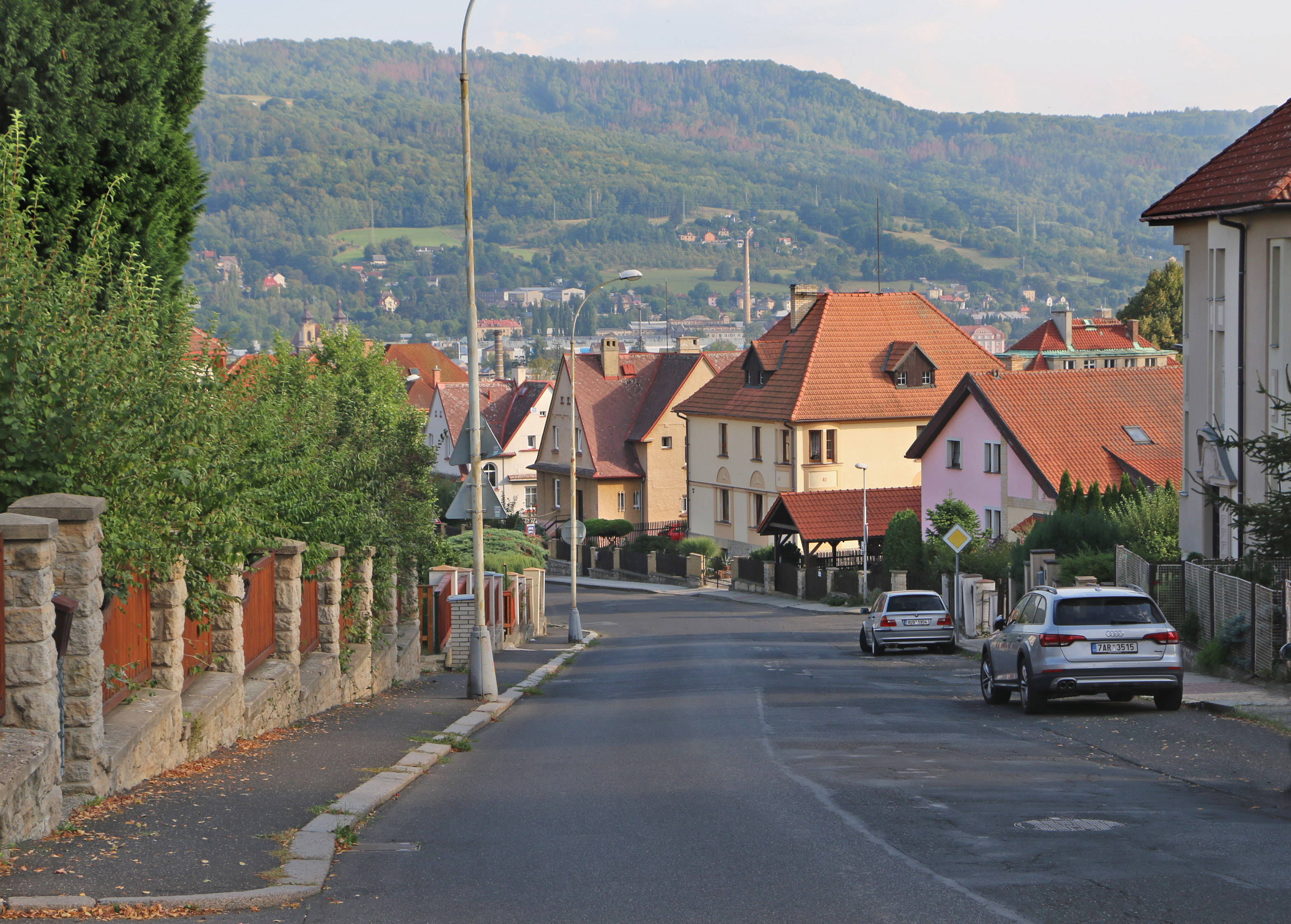
Slovanská ulice
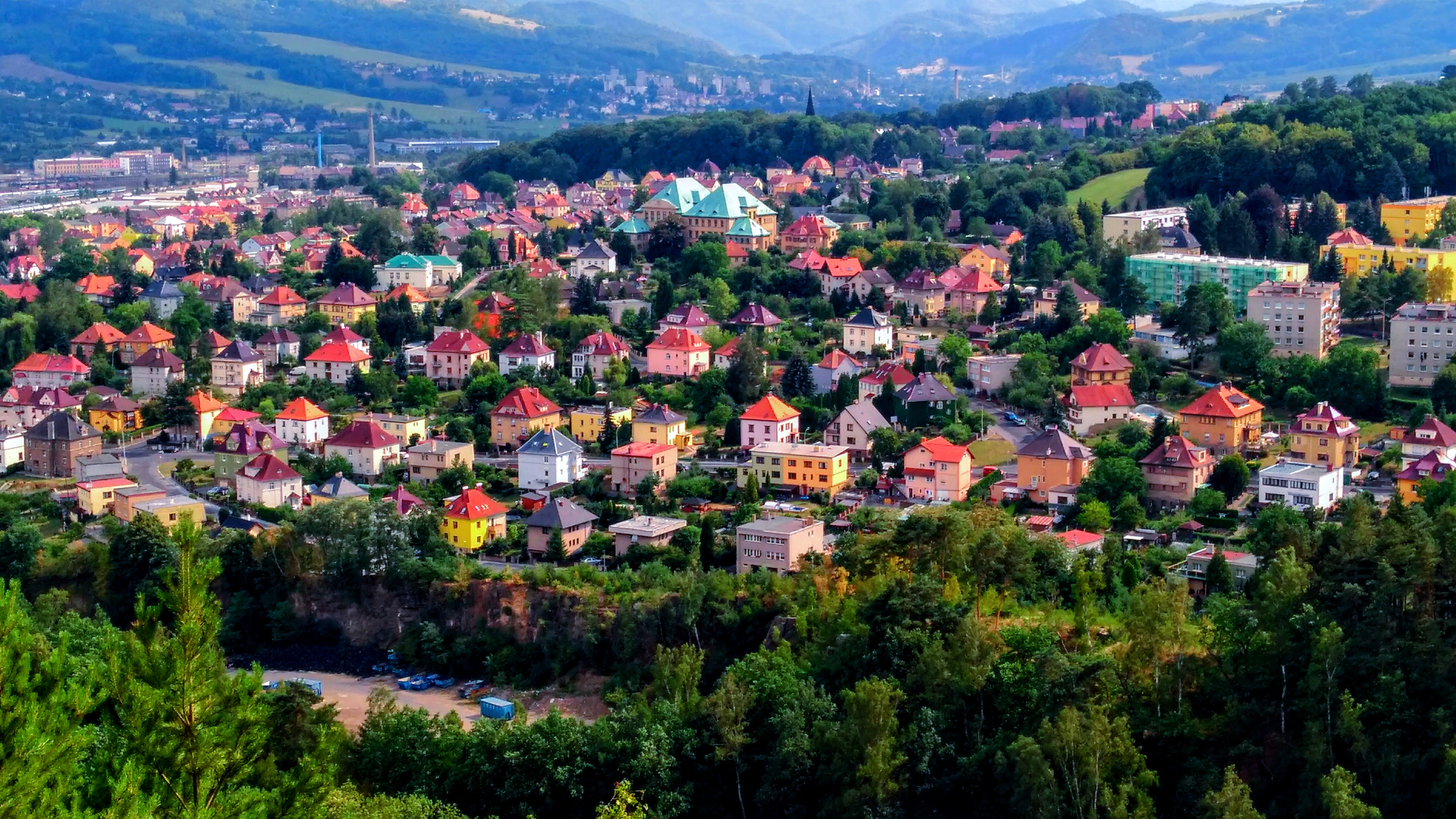
Pohled na čtvrť ze severu